# Guangzhou International Finance Center
Das Guangzhou International Finance Center (deutsch Internationales Finanzzentrum Guangzhou) ist ein Wolkenkratzer in der chinesischen Stadt Guangzhou in der Provinz Guangdong. Er befindet sich an der Zhujiang Avenue West im Bezirk Tianhe, dem Finanzteil der Stadt.
Das Gebäude befand sich von 2006 bis 2010 im Bau und erreichte am 31. Dezember 2008 seine Endhöhe von 438,6 Metern.

## Nutzung
Im Inneren des insgesamt 103-stöckigen Turms erstrecken sich bis zum 68. Stockwerk Büroräume. Die Stockwerke 69–72 dienen als Hotellobby und bieten Platz für Fitnesscenter und Restaurants. Oberhalb dieser Ebenen füllt ein Four Seasons Hotel das Hochhaus bis zum 98. Stockwerk aus. In den beiden letzten öffentlichen Etagen, der 99. und 100. Etage, ist die Skylobby mit einer Besucher-Aussichtsplattform in 418,5 Meter Höhe angesiedelt. Auf dem Dach befindet sich ein Hubschrauberlandeplatz. In den vier Untergeschossen des Gebäudes gibt es eine Tiefgarage.

## Geplanter Zwillingsturm
Im Rahmen des Guangzhou International Finance Centers war zunächst geplant, einen Zwillingsturm im Osten auf der gegenüberliegenden Straßenseite zu errichten. Aus diesem Grund wurde das bestehende Hochhaus anfangs auch als West Tower (deutsch Westturm) bezeichnet.
Im Jahr 2010 wurde dieses Vorhaben jedoch verworfen und der Zwillingsturm durch einen 530 Meter hohen Wolkenkratzer, das Chow Tai Fook Centre, ersetzt. Dieses Bauwerk, das den Rang des höchsten Gebäudes der Stadt übernahm, wurde im Jahr 2016 fertiggestellt.